# Learjet 31
O Learjet 31 é um avião a jato executivo bimotor produzido nos Estados Unidos pela Learjet, uma subsidiária da Bombardier Aerospace, como sucessor ao Learjet 29, possuindo uma capacidade para 8 passageiros e dois tripulantes.

## História

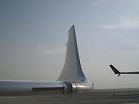
Winglet na ponta da asa "Longhorn"

O primeiro voo do LJ31 ocorreu no dia 11 de maio de 1987. A variante Learjet 31A foi introduzida em outubro de 1990. Esta versão possuía uma velocidade maior em cruzeiro, um sistema de aviônicos digitais com EFIS fornecido pela AlliedSignal (atualmente Honeywell) e uma mudança no layout do painel de instrumentos. A roda do trem de pouso de nariz é controlada por um sistema de cabos. O pára brisa podia ser aquecido eletricamente.
O primeiro 31A com número de série 31A-035 entrou em serviço no dia 15 de agosto de 1991. o 200º 31A foi entregue em outubro de 2000. O último 31A entregue, com número de série 31A-242 entrou em serviço em 1 de outubro de 2003.
Em 2018, os Learjet 31A produzidos no final da década de 1990 e início de 2000 tinham os preços a partir de US$600.000.
O Learjet 31ER com um alcance maior também foi produzido.

## Variantes

### Learjet 31
O Learjet 31 é, sem dúvida, a realização final da série original da Learjet que remonta ao Learjet 23 do ano de 1963. Combinando essencialmente a fuselagem e os motores do Learjet 35/36 com a asa "Longhorn" dos modelos 28, 29 e 55, resultou em um desempenho que é equiparado por poucas aeronaves. As altitudes normais em cruzeiro variam entre 41.000 a 47.000 pés (12.500 a 14.900 m) e a altitude máxima de cruzeiro da aeronave de 51.000 pés (15.500 m) é uma distinção compartilhada por apenas poucas aeronaves civis. As melhorias sobre os modelos anteriores, tais como as "Delta-Fins" e um "Ski-Locker" aumentaram a utilidade e melhoraram o desempenho do modelo 31. A adição dos "Delta-Fins" sob a empenagem simplificaram o processo de certificação da aeronave ao eliminar a necessidade de um dispositivo que evite o estol, conhecido como "stick pusher". A estabilidade direcional melhorada, resultado dos "Delta-Fins", também foi benéfica. Entretanto, uma pequena cabine com pouco espaço para bagagem e o fato de não possuir uma galley, além do relativamente curto alcance pelo fato de os tanques de ponta de asa que equipavam o Learjet 35/36 terem sido eliminados em favor do aerofólio "Longhorn" equipado com winglets, fez que apenas 38 Learjet 31 fossem construídos.

### Learjet 31A

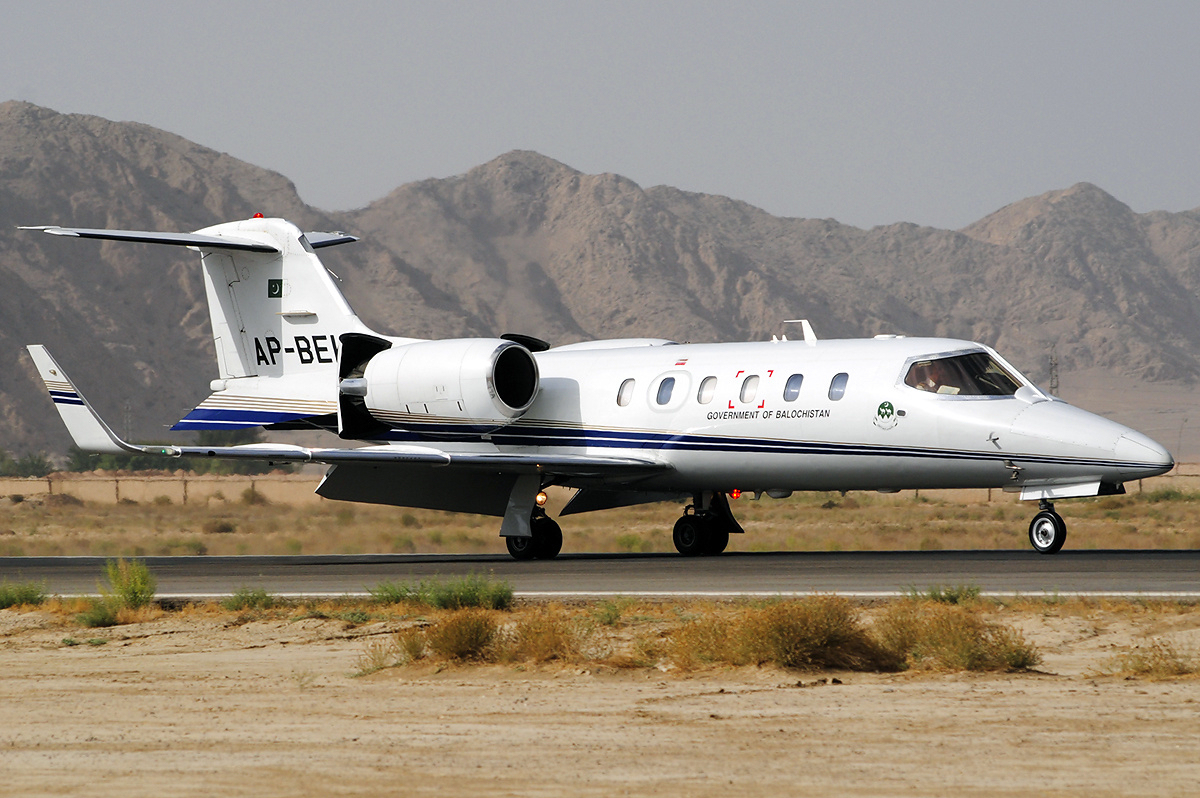
Um Learjet 31A do Governo de Balochistan, Paquistão

O Learjet 31A foi anunciado em 1990 como um substituto. Este modelo trouxe uma série de modificações, entretanto as mais notáveis foram na cabine de pilotagem. Modificações chave e atualizações à cabine e aviônicos em relação ao 31 incluem: um EFIS Bendix King 50 (agora Honeywell após a junção com a Allied Signal), com um sistema de gerenciamento de voo Universal 1M, 1B e 1C, um piloto automático duplo de dois eixos KFC 3100 e diretor de voo com yaw damper, além de dois rádios de comunicação Bendix King VCS-40A (vendidos à Chelton Avionics quando a Allied Signal se fundiu com a Honeywell) e receptores de navegação VN-411B Series III.
No ano de 2000 o Learjet 31A foi novamente revisado. Os pesos máximos de decolagem e pouso foram aumentados. O controle digital eletrônico de motor (DEEC) original baseado em N2 foi substituído por um DEEC baseado em N1, e os reversores de empuxo se tornaram equipamento padrão. Outra melhoria notável foi do motor Honeywell TFE731-2 para o -2C. O sistema de ar condicionado original de freon R12 foi substituído por um sistema R134A dividido em duas zonas - cabine de pilotagem e cabine de passageiros.

### Learjet 31A/ER
A versão com alcance estendido do Learjet 31A possuía um alcance de 1.911 nm (2.199 miles ou 3539 km). As numerosas melhorias levaram a haver mais de 200 Learjet 31 em serviço com operadores privados e governos mundo afora.

## Operadores
Paquistão
- Governo de Balochistan, Paquistão

 Estados Unidos
- NASA

 Indonésia
- Ministério de Transportes [7]

 Canadá
- Vinci Aviation[8]

 Estónia
- Panaviatic [9]